# Ugyen Ugyen
Ugyen Ugyen, född 2 juni 1974, är en bhutanesisk bågskytt. Hon deltog vid olympiska sommarspelen 1996.